# 耿文清 (1956年)
耿文清（1956年10月—），男，汉族，河北乐亭人，中华人民共和国政治人物。曾任中国共产党第十九届中央纪律检查委员会委员，中央纪委驻人力资源和社会保障部纪检组组长，人力资源和社会保障部党组成员。